# Wredestraße (Hannover)

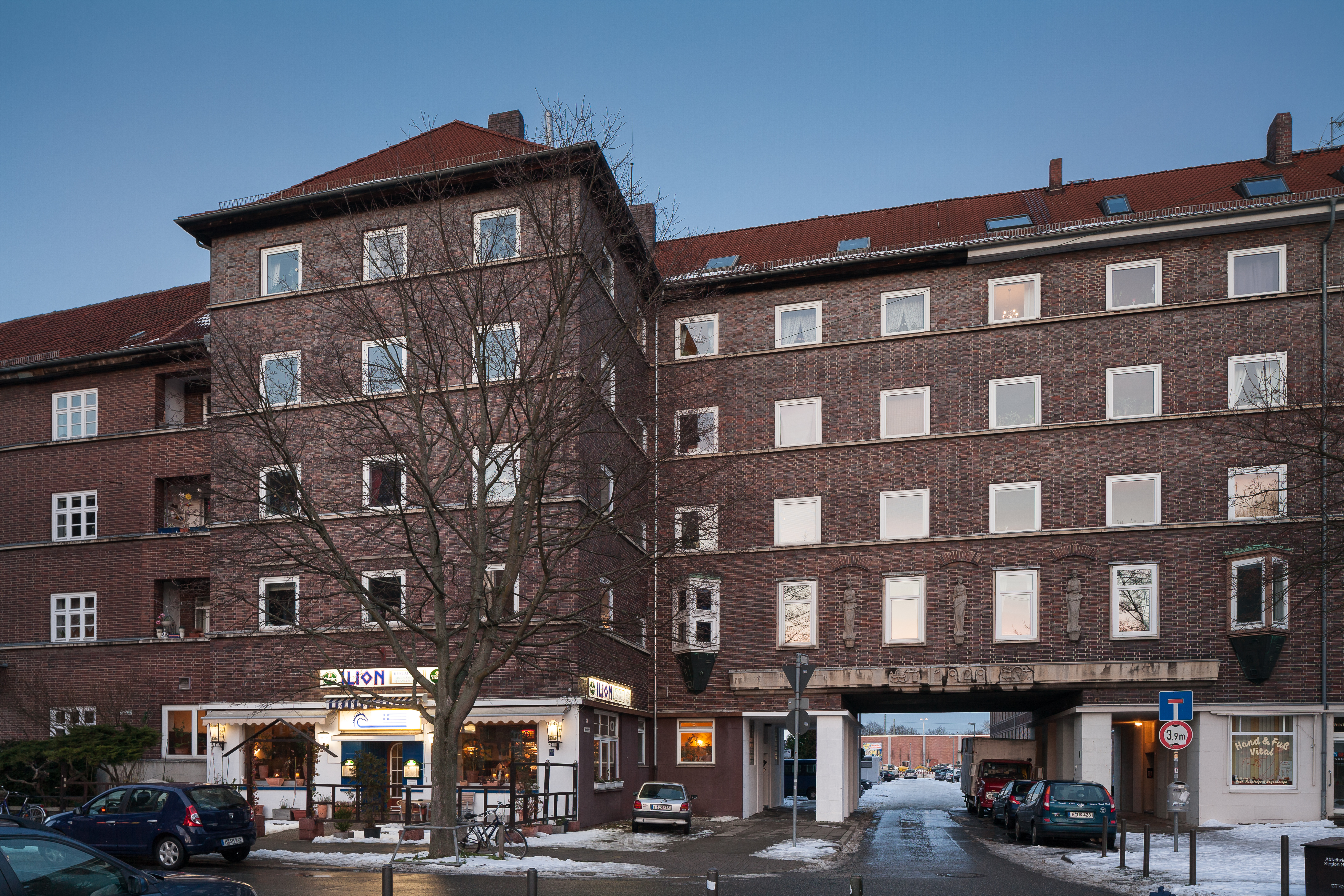
Blick auf den Querbau über der Wredestraße Ecke Tiestraße, Jordanstraße

Die Wredestraße (vʁeːdəʃtʁasə) in Hannover führt von der Jordanstraße zur Straße An der Weide. Die zur Zeit der Weimarer Republik um 1930 im hannoverschen Stadtteil Südstadt angelegte Straße war zunächst Teil der Böhmerstraße. Etwa im selben Jahr entstanden auch die Mehrfamilien-Mietwohnhäuser in der heutigen Wredestraße.
In der frühen Nachkriegszeit wurde der Verkehrsweg 1952 umbenannt nach dem 1947 verstorbenen Rittmeister Konrad Wrede, der laut dem Adressbuch Hannover von 1953 der niedersächsischen Landeshauptstadt unter anderem seine Kunstsammlung vermacht hatte.
Das Gebäude mit der Hausnummer 1 und 2 in der Wredestraße wurde später als Teil einer größeren Gesamtanlage unter Denkmalschutz gestellt.
Anfang der 1970er Jahre berichtete das Nachrichtenmagazin Der Spiegel, nachdem die in München ansässige Wohnungsgesellschaft Bavaria Treuhand GmbH & Co. KG neben anderen Altbauten auch das seinerzeitige Mietshaus Wredestraße 1 gekauft hatte, um die Wohnungen nach Renovierungen wie Fassaden und Fußböden dann als Eigentumswohnungen weiterzuveräußern. Dabei wurde den Mietern bis zu 5000 Mark als Prämie für einen raschen Auszug angeboten oder das Verbleiben in der Wohnung, die bald darauf einen neuen privaten Eigentümer haben würde, der bei einer Kündigung aufgrund Eigenbedarfs in der Regel vor Gericht Recht bekämen. Ein langjähriger Mieter in der Wredestraße 1, der als Rentner im Jahr 1971 für 84 Quadratmeter eine monatliche Miete von 268 Mark aufbringen musste, sollte die Wohnung nun entweder aufgeben oder für 70.600 Mark erwerben. Doch nicht nur einkommensschwache Mieter zählten zu den Betroffenen bei der für die Grundeigentümer profitablen Umwandlung von Miet- in Eigentumswohnungen: Auch der seinerzeit in der Wredestraße 1 zur Miete wohnende Museumsdirektor Helmuth Plath lehnte das Kaufangebot ab. Immerhin wollten die Verkäufer – wie „Jungsozialisten und Sozialdemokraten aus Hannovers Südstadt“ recherchiert haben sollen – die Wohnungen des 1970 für 670.000 Mark erworbenen Klinkerbaus in der Wredestraße bereits im Folgejahr für insgesamt mehr als eine Million Mark weitergehend veräußern.